# Backgammon
Backgammon là một trong những trò chơi cờ lâu đời nhất được biết đến. Lịch sử của nó có thể được truy tìm từ cách đây gần 5.000 năm ở những khám phá khảo cổ tại vùng Lưỡng Hà. Đây là một trò chơi hai người chơi, trong đó mỗi người chơi có mười lăm quân cờ di chuyển giữa hai mươi bốn hình tam giác (point) bằng việc đổ hai con xúc xắc. Mục tiêu của trò chơi là trở thành người đầu tiên bear off, tức là di chuyển tất cả mười lăm cờ ra khỏi bàn. Backgammon là một thành viên của gia đình trò chơi bàn, một trong những lớp trò chơi trên bàn lâu đời nhất.
Backgammon liên quan đến sự kết hợp giữa chiến lược và may mắn (từ việc tung xúc xắc). Trong khi xúc xắc có thể quyết định kết quả của một ván chơi, người chơi giỏi hơn sẽ đạt thành tích tốt hơn trong hàng loạt ván chơi, hơi giống như poker. Với mỗi lần tung xúc xắc, người chơi phải chọn trong nhiều tùy chọn để di chuyển quân cờ của mình và dự đoán các động tác phản công có thể có của đối thủ. Việc sử dụng tùy chọn khối lập phương nhân đôi cho phép người chơi nâng cao đặt cược điểm hoặc tiền trong trò chơi.
Giống như cờ vua, backgammon đã được các nhà khoa học máy tính nghiên cứu rất nhiệt tình. Nhờ nghiên cứu này, phần mềm backgammon đã được phát triển có khả năng đánh bại những người chơi đẳng cấp thế giới (xem ví dụ TD-Gammon).

## Luật chơi

Ban ở vị trí bắt đầu với hai con xúc xắc và khối lập phương nhân đôi

Đường di chuyển cho quân đỏ và quân đen, với cờ ở vị trí bắt đầu; nhìn từ phía đen, với hàng nhà ở phía dưới bên phải

Backgammon không được một tổ chức nào quản lý nhưng "luật chơi" được các giải đấu quốc tế thống nhất với nhau.
Quân dùng để chơi backgammon có thể được gọi là checkers, draughts, stones, men, counters, pawns, discs, pips, chips, hoặc nips.
Mục tiêu là để người chơi rút hết (bear off) tất cả các quân của họ khỏi bảng trước khi đối thủ của họ có thể làm điều tương tự. Vì thời gian chơi cho mỗi ván là khá ngắn, nên nó thường được chơi trong các trận đấu mà chiến thắng được trao cho người chơi đầu tiên đạt được một số điểm nhất định.

### Xếp quân trên bàn lúc đầu ván
Mỗi bên của bảng có một dãy gồm 12 hình tam giác dài, được gọi là điểm (point). Các điểm tạo thành một rãnh liên tục theo hình móng ngựa và được đánh số từ 1 đến 24. Trong cách xếp quân được sử dụng phổ biến nhất, mỗi người chơi bắt đầu với mười lăm quân, hai được đặt trên điểm 24, ba trên điểm 8 và năm cho mỗi điểm số 13 và 6 của họ. Hai người chơi di chuyển chip của họ theo các hướng ngược nhau, từ 24 điểm đến 1 điểm.
Điểm 1 đến 6 được gọi là sân nhà hoặc sân trong và điểm 7 đến 12 được gọi là sân ngoài. Điểm 7 được gọi là điểm thanh và điểm 13 là điểm giữa.

### Di chuyển quân
Để bắt đầu trò chơi, mỗi người chơi đổ xúc xắc một lần và người chơi có số điểm cao hơn sẽ di chuyển trước bằng cách sử dụng các con số được hiển thị trên cả hai con xúc xắc. Nếu người chơi đổ ra hai số trùng nhau, người chơi buộc phải đổ tiếp thêm 1 lần. Cả hai con xúc xắc phải rơi xuống ở vị trí hoàn toàn bằng phẳng ở phía bên phải của bảng trò chơi. Người chơi sau đó lần lượt thay phiên nhau, đổ hai con xúc xắc trong mỗi lượt.
Sau khi gieo xúc xắc, người chơi phải, nếu có thể, di chuyển cờ của họ theo số lượng hiển thị trên mỗi con xúc xắc. Ví dụ: nếu người chơi đổ ra 6 và 3 (ký hiệu là "6-3"), người chơi phải di chuyển một quân sáu điểm về phía trước và một quân khác hoặc cùng quân trước đó ba điểm về phía trước. Cùng một quân có thể được di chuyển hai lần, miễn là hai lần di chuyển có thể được thực hiện riêng rẽ và hợp pháp: sáu rồi ba, hoặc ba rồi sáu. Nếu một người chơi đổ ra hai số giống nhau, được gọi là nhân đôi, người chơi đó phải chơi mỗi số hai lần. Ví dụ, một lần đổ ra 5-5 cho phép người chơi thực hiện bốn lần di chuyển, mỗi lần di chuyển tiến 5. Trên bất kỳ lần đổ nào, người chơi buộc phải di chuyển theo các con số trên cả hai con xúc xắc nếu hoàn toàn có thể làm như vậy. Nếu một hoặc cả hai số không cho phép di chuyển hợp pháp, người chơi sẽ bị mất phần của lần đổ đó và lượt của người đó kết thúc. Nếu di chuyển có thể được thực hiện theo một trong hai xúc xắc, nhưng không thể đi cả hai, xúc xắc điểm cao hơn phải được sử dụng. Nếu một con xúc xắc có số điểm không thể di chuyển được, nhưng việc di chuyển như vậy có thể được thực hiện bằng cách di chuyển theo điểm của một con xúc xắc khác, việc di chuyển đó là bắt buộc.
Trong quá trình di chuyển, người chơi có thể hạ quân ở bất kỳ điểm nào không có quân hoặc bị chiếm giữ bởi một hoặc nhiều quân của chính người chơi đó. Quân cũng có thể hạ cánh trên một điểm bị chiếm bởi chỉ một quân đối phương ("blot"). Trong trường hợp này, quân đó bị "ăn" và được đặt ở giữa bảng trên thanh chia hai bên của bề mặt chơi. Một quân không bao giờ được vào một điểm bị hai hoặc nhiều quân đối phương chiếm giữ; do đó, không có điểm nào bị chiếm do cả hai người chơi cùng một lúc. Không có giới hạn đối với số lượng quân có thể chiếm một điểm tại bất kỳ thời điểm nào.
Quân được đặt trên thanh phải quay lại trò chơi thông qua sân nhà của đối thủ trước khi có thể thực hiện bất kỳ động thái nào khác. Đổ xúc xắc ra 1 cho phép người kiểm tra nhập vào điểm 24 (điểm 1 của đối thủ), đổ ra 2 đưa quân ra điểm 23 (điểm 2 của đối thủ), và cứ thế, đến điểm 6 cho phép xuất quân vào điểm 19 (điểm 6 của đối thủ). Quân mới không được vào một điểm bị hai hoặc nhiều quân đối phương chiếm giữ. Quân mới có thể được đặt vào các điểm trống hoặc trên các điểm bị 1 quân đối phương chiếm lĩnh; trong trường hợp sau, quân đối phương bị ăn và bị đặt trở lại trên thanh chờ. Có thể đặt nhiều quân chờ xuất ở trên thanh cùng một lúc. Người chơi không được di chuyển bất kỳ quân nào khác cho đến khi tất cả quân chờ trên thanh thuộc về người chơi đó đã xuất hiện trở lại trên bàn. Nếu người chơi có quân chờ trên thanh, nhưng đổ xúc xắc ra các điểm không cho phép bất kỳ quân chờ xuất nào có thể đi được, người chơi sẽ không được phép di chuyển. Nếu sân nhà của đối thủ hoàn toàn "đóng" (tức là tất cả sáu điểm đều bị hai hoặc nhiều quân đối phương chiếm giữ), thì dù người chơi đổ xúc xắc ra gì đi nữa cũng sẽ không thể xuất quân được và người chơi đó sẽ phải ngừng đổ xúc xắc cho đến khi ít nhất có một điểm chuyển sang trạng thái mở (bị chiếm bởi một hoặc không bị chiếm) do đối thủ đã di chuyển quân.